# Premio Novia Salcedo
El Premio Novia Salcedo a la Excelencia en la integración profesional de los jóvenes es concedido cada año desde 2008 por la Fundación Novia Salcedo, dedicada al empleo juvenil.
Pueden presentarse como candidatos al premio instituciones, centros culturales y de investigación, universidades, empresas y otras organizaciones, además de aquellas personalidades a quienes el Comité Organizador del Premio invite.
El premio es honorífico, no monetario.
Categorías del premio:
- Personas, pudiendo caber la categoría "Ad Honorem" siempre que el Jurado así lo considere. En el Premio de 2018 se ha incluido el premio "Joven".
- Empresas, con dos subcategorias: grandes empresas y pequeñas empresas
- Administraciones públicas/instituciones/ONGs

Los aspectos que se tienen en cuenta son: ideas e investigaciones; proyectos e iniciativas; buenas prácticas; y sensibilización y difusión social.
El premio tiene como patrocinadores el Gobierno Vasco, la Universidad del País Vasco, el Ayuntamiento de Bilbao así como varias empresas.
El jurado está compuesto por reconocidas personalidades del mundo de la empresa, de la educación, del tercer sector y de las instituciones.
El acto solemne de entrega de los premios suele tener lugar en Bilbao, normalmente en el Teatro Arriaga, o en el Teatro Campos Elíseos. En casi todas las ocasiones Felipe VI, Rey de España.ha presidido la entrega de los premios, desde antes de ser proclamado rey. el último el 15 de octubre de 2018. 

## Historial del premio y premiados
- I Premio Novia Salcedo 2008 - Premiados: José María Pérez "Peridis"; Egamaster; Programa Erasmus.
- II Premio Novia Salcedo 2009 – Premiados: Egidio Guerra da Freitas; Grupo Lezama]; Fundación Tomillo.
- III Premio Novia Salcedo 2010 – Premiados: Ricardo Díez-Hochleitner; Souleymane Sarr; Fagor Group; TEKNIMAP Energía y Medio Ambiente SL; Fundación Chandra.
- IV Premio Novia Salcedo 2011 – Premiados: Vicrila y Factor CO2, IQ Consult; José Manuel Pérez "Pericles" y José Ángel Sánchez Asiain.
- V Premio Novia Salcedo 2012 – Premiados: Rosalía Mera, (Fundación Paideia); Miguel de la Quadra Salcedo; Everis; Grupo Init; Young Foundation] e Ihobe.
- VI Premio Novia Salcedo 2013 (entregado en 2014) – Premiados: Benita Ferrero Waldner (en la categoría de Personas), Enrique Iglesias (Ad Honorem), Leroy Merlin (Empresa Grande), Sao Prat, S.L (Empresa Pequeña) y Lantegi Batuak y Centro Nazaret (Organizaciones).
- VII Premio Novia Salcedo 2016 - Premiados: la filósofa Victoria Camps (Ad Honorem), Jordi Albareda (en la categoría de personas), Emtesport (en la categoría de empresa), y Fundación Paraguaya (en la categoría de administraciones públicas, instituciones y ONGs).
- VIII Premio Novia Salcedo 2018 - Premiados: Sabino Ayestaran, (Ad Honorem), el salvadoreño Diego Echegoyen (Joven), George Belinga (Personas), Egile Corporación XXI (Gran Empresa), TuPrimeraPega/Tu primer Laburo de Argentina y Chile (Pequeñas y Medianas Empresas), y Braval (Institución). El premio a la Institución Pública quedó desierto.

### Noticias
- El Correo: “El Príncipe entrega los premios de la Fundación Novia Salcedo a la integración profesional de los jóvenes”
- EITB (Televisión Vasca): El Príncipe entrega en Bilbao los premios de la fundación Novia Salcedo Archivado el 26 de julio de 2014 en Wayback Machine.
- EITB: El príncipe apela a 'no dejar de lado' a los parados de larga duración Archivado el 26 de julio de 2014 en Wayback Machine.
- Diario Vasco: “El centro Nazaret, galardonado con el premio Novia Salcedo”
- Deia: El Arriaga acoge los premios que concede la Fundación Novia Salcedo
- Cadena SER: Lantegi batuak, Premio Novia Salcedo 2014
- Finanzas: Benita Ferrero, Leroy Merlín y Lantegi Batuak, Premios Novia Salcedo 2014
- Euronews: El Príncipe pide tener presente la “dimensión social y humana” del paro
- Casa Real: Entrega de la VII edición del "Premio NoviaSalcedo a la excelencia en la integración profesional de los jóvenes"
- ABC: El Rey ha entregado hoy los Premios Novia Salcedo en Bilbao.
- Agencia EFE: El rey destaca que el paro juvenil es uno de los principales problemas en España

- Datos: Q17625843